# Basoko (territorium)
Basoko är ett territorium i Kongo-Kinshasa. Det ligger i provinsen Tshopo, i den centrala delen av landet, 1 100 km nordost om huvudstaden Kinshasa.